# Serra de Montgrony
La Serra de Montgrony és una serra situada a cavall de les comarques del Berguedà i del Ripollès, als municipis de Castellar de n'Hug (Berguedà) i als municipis de Campelles, Gombrèn, Planoles i Toses (Ripollès), des del coll de la Creueta a 1.921,7 m, fins que acaba al riu Freser (Ripollès).
L'elevació màxima és de 2.066,5 metres, que corresponen a La Creueta. Abasta des de la Berruga (1.786 m) fins al cim de Pedra Picada (2.010 m) passant pel coll Pan (1.749 m), la Covil (2.002,5 m), el coll de Coma Ermada (1.876,4 m), el cim de Pla de Pujalts (2.056 m), coll de la Bona (1.889 m), l'Emperadora (1.962 m) i el coll del Remoló (1.871 m).

## Medi físic
La serra de Montgrony presenta una certa heterogeneïtat litològica estructural que accentua el caràcter abrupte del seu relleu, modelat pels processos geodinàmics externs recents, i dona lloc a una gran diversitat paisatgística. S'hi poden trobar materials des de l'ordovicià fins a l'holocè, en una sèrie incompleta, però litològicament molt variada.
- Impactes: A la serra de Montgrony cal tenir en compte el pasturatge incontrolat de la vaca bruna dels Pirineus; si hi ha sobrepastura sense un període suficient perquè la vegetació es recuperi, el sòl nu passa a ser visible i s'erosiona fàcilment. La sobrepastura és també causa de l'extensió de plantes invasores no natives i de males herbes. La serra de Montgrony és la zona més gran d'escalada de Catalunya, i això afecta les espècies de flora rupícola.[3]

- Vulnerabilitat natural: Algunes àrees petites tenen un cert risc geològic de corriment de pendents localitzats i caiguda de blocs. També cal esmentar la vulnerabilitat de les comunitats vegetals boreoalpines dels nivells més elevats i ombrívols de la Serra.[3]

## Biodiversitat
La serra de Montgrony té una gran diversitat d'hàbitats i espècies d'interès comunitari; s'hi allotja una fauna vertebrada altimontana i subalpina, així com una rica fauna invertebrada. Es caracteritza pel fet que té una de les poblacions més meridionals de gall fer (Tetrao urogallus), situada en un ambient amb clara influència mediterrània.

### Vegetació i flora
A la serra de Mongrony són presents diverses comunitats vegetals, adaptades als diferents estrats altitudinals amb una notable influència eurosiberiana.
La vegetació de les solanes més baixes de la part més meridional del torrent de Grats té certa influència mediterrània, amb elements més termòfils característics de les rouredes amb boix (Buxo-Quercetum pubescentis); als estrats altitudinals superiors, podem trobar fagedes (Buxo-Fagetum) i els típics dominis de la pineda de pi roig (Hylocomio-Pinetum sylvestris), que pugen fins als 1.300 - 1.400 m, on apareixen ja formacions d'avetosa calcícola (Buxo-Abietum albae), comunitat de transició entre les pinedes de pi roig i pi negre (Pulsatillo-Pinetum uncinatae). Els boscos altimontans tenen disseminats clars de pastures d'accentuada influència antròpica, molts dels quals podien haver estat entollats en el passat, atesa la presència de diverses torberes baixes alcalines existents en llocs similars. És remarcable la vegetació rupícola, com ara els tàxons Saxifraga longifolia.

### Fauna
La fauna vertebrada és típicament pirinenca i presenta una sèrie d'espècies importants com l'isard (Rupicapra pyrenaica) i elements importants de caràcter forestal, com el gall fer (Tetrao urogallus), el picot negre (Dryocopus martius) i altres. També hi és present l'àguila daurada (Aquila chrysaetos). Quant als invertebrats, conté elements molt interessants, com alguns aràcnids cavernícoles i heteròpters.

## Protecció
L'Espai Natural Protegit de la Serra de Montgrony va ser incorporat al PEIN pel Decret 328/1992, pel qual s'aprovava el PEIN. Aquest Espai va ser declarat per primera vegada com a Zona d'especial protecció per a les aus (ZEPA) i LIC el 2006, mitjançant l'Acord de Govern 112/2006, de 5 de setembre, que va aprovar la xarxa Natura 2000 a Catalunya. Així mateix, mitjançant el Pla especial se'n va fer la delimitació definitiva. El Pla complementa el règim normatiu bàsic de protecció establert pel PEIN amb determinacions específiques per a aquest Espai. El Consorci d'Espais d'Interès Natural del Ripollès és l'ens que gestiona aquest ENP. L'àmbit d'actuació del Consorci abasta 21.356 hectàrees i comprèn quatre espais d'interès natural (PEIN) de la comarca: les Capçaleres del Ter i del Freser, les Obagues de la Vall del Rigard, la Serra de Montgrony i la Serra Cavallera i diversos boscos d'utilitat pública.
El Consorci es va constituir el març del 2004, com a entitat pública consorciada entre els ajuntaments de Campdevànol, Gombrèn, Llanars, Ogassa, Planoles, Ripoll, Toses, Vallfogona del Ripollès, el Consell Comarcal del Ripollès i el Consorci Ripollès Desenvolupament. El seu objectiu principal és la preservació i la revaloració del patrimoni del massís de l'Alta Garrotxa i la promoció d'un desenvolupament sostenible.